# Sport scolaire en France
Le sport scolaire représente la pratique compétitive du sport à l'école, ouverte aux élèves volontaires. Les lendits en sont les réunions de compétitions.

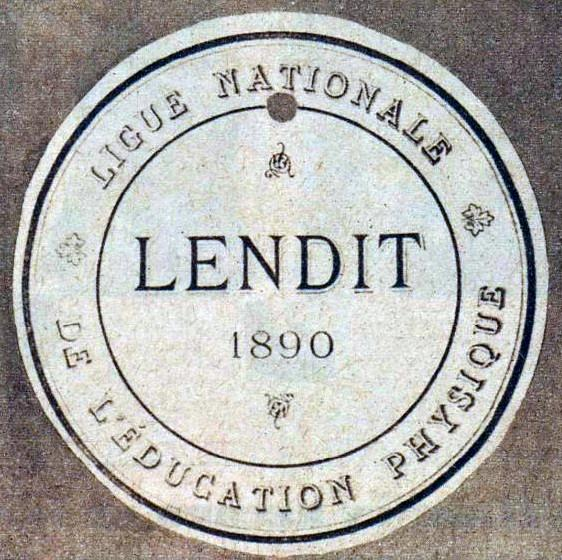
Carte de concurrent du lendit de 1890.

## Organisation
Contrairement à l'éducation physique et sportive, le sport scolaire n'est pas un enseignement obligatoire. Il se pratique au sein d'associations sportives scolaires. Celles-ci sont affiliées à des fédérations :
- l'Union sportive de l'enseignement du premier degré (USEP) pour le primaire ;
- l'Union nationale du sport scolaire (UNSS) pour le secondaire ;
- la Fédération française du sport universitaire (FFSU) pour le supérieur ;
- l'Union générale sportive de l'enseignement libre (UGSEL) pour l’enseignement privé.

En 2005, l'USEP compte 820 000 licenciés pour 11 000 associations et l'UNSS compte plus de 900 000 licenciés pour 9 500 associations. 
Cent deux activités sportives sont pratiquées à l'UNSS donnant lieu à 82 championnats de France dans 35 disciplines.
Les élèves sont également formés pour assurer les fonctions de jury lors des compétitions.

## Historique
L'École alsacienne (Paris) qui se dote d'un gymnase en 1881 créée en son sein « La société sans nom » en 1880 ; c'est le premier club sportif scolaire français. En 1885, on joue déjà au rugby à l'École alsacienne et au lycée Lakanal, deux établissements parisiens. 
Avant cette date, l'athlétisme est pratiqué dans des établissements dont les anciens élèves forment des clubs comme le Racing Club (en 1882) par des anciens du lycée Condorcet, du lycée Janson-de-Sailly et de l'École Monge, ou le Stade français (1883) par d'anciens du lycée Buffon et du lycée Saint-Louis.

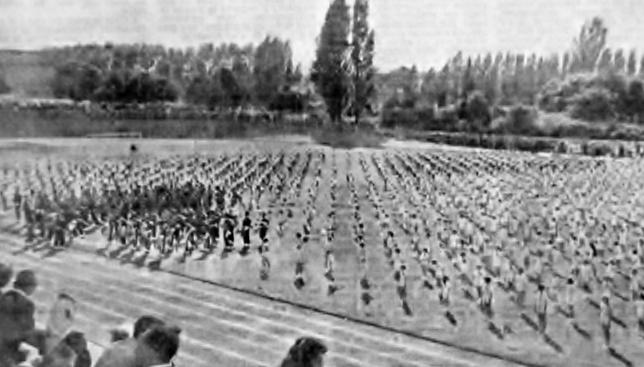
Le lendit scolaire au début du XXe siècle.

Les premiers lendits, compétitions sportives scolaires, ont lieu à Paris en juin 1889. Douze disciplines sont au programme de ce premier rendez-vous officiel du sport scolaire de compétition en France : cyclisme, jeu de paume, lancer du disque, marche, course à pied, aviron, natation, équitation, saut en longueur, escrime, tir et boxe française. 
Le mouvement touche la province dès le début des années 1890. Ainsi, à Toulouse ce sont des lycéens qui disputent la première partie de rugby jouée dans la « ville rose » en 1893.
Ces clubs sportifs scolaires mettent sur pied des compétitions locales avant la fondation en 1938 de l'Office du sport scolaire et universitaire (OSSU). Depuis 1945, les établissements du second degré sont obligés d'avoir une association sportive. L'OSSU devient Association du sport scolaire et universitaire (ASSU) en 1962 puis se scinde en deux branches en 1975 : l'UNSS et la Fédération nationale du sport universitaire qui deviendra en 2000 la FFSU.

## De l'USEPà l'UNSS
Le sport scolaire répond à des enjeux de santé, de réussite éducative et de cohésion sociale. La pratique physique permet le bon développement du corps des enfants ainsi que leur épanouissement, à travers leur bien-être physique et mental. Tout cela a souvent des répercussions positives sur l'investissement de l'élève en classe. Aussi, les rencontres sportives permettent d'accroître la socialisation de l'enfant, élément primordial à cet âge. L'USEP base son action sur l'accessibilité pour tous, y compris pour les élèves en situation de handicap et ceux qui sont peu à l'aise avec leur corps. L'association s'adapte aux jeunes âges des enfants et prône la découverte d'activités sportives, plutôt que l'esprit compétitif qu'engendre la majorité des sports. 
Selon la Fédération française de cardiologie (FFC), « un enfant sur deux ne bouge pas assez et cela est principalement dû aux écrans ». C'est pourquoi, les établissements proposent des associations sportives, pour répondre aux préconisations de l'Organisation mondiale de la santé (OMS), de faire une heure d'activité physique par jour, pour les individus de 5 à 17 ans. Bien que les programmes stipulent 2 h 45 de sport par semaine, ce temps n'est quasiment jamais respecté. Néanmoins, on remarque que dans les écoles qui proposent l'USEP, l'éducation physique et sportive est davantage enseignée et exploitée. De manière générale, l'objectif commun entre le ministère de l'éducation nationale, le ministère des sports,  l'USEP et l'UNSS est de rendre la jeunesse plus active. De ce fait, il est nécessaire de maintenir une passerelle pour la classe de 6e, où un grand nombre de pré-adolescents décrochent en sport, notamment des filles. Ainsi, l'UNSS assure cette continuité sportive jusqu'à la fin de l'enseignement secondaire.